# Ramón Ramos Torre
Ramón Ramos Torre (Madrid, 1949) es un sociólogo y catedrático español, presidente del Centro de Investigaciones Sociológicas entre septiembre de 2010 y enero de 2012.

## Trayectoria profesional
Licenciado en Derecho por la Universidad Complutense de Madrid en 1973 y Diplomado en Sociología Política por el Instituto de Estudios Políticos en 1976, se doctora en 1981 en Derecho con una tesis titulada Génesis y evolución de la problemática sociológica en la obra de Emile Durkheim, dirigida por el sociólogo Carlos Moya Valgañón, y calificada con premio extraordinario.
Desde 1976 es docente en la Facultad de Ciencias Políticas y Sociología de la UCM, donde ostenta desde el año 2000 el puesto de catedrático en el Departamento de Sociología I (Cambio Social). Entre 1983 y 1984 fue Jefe de Servicios del Gabinete Técnico del Centro de Investigaciones Sociológicas. Ha sido Visiting Scholar en el Departamento de Sociología de la Columbia University de Nueva York, así como investigador visitante en el Centre de Recherche en Épistémologie Appliquée (CREA) de la École Polytechnique de París (Francia). Dirige la revista Política y Sociedad desde 1994 y coordina el Comité de Investigación de "Sociología del Tiempo" de la Federación Española de Sociología.
Sus intereses han girado fundamentalmente, y entre otros, en torno a la obra de Émile Durkheim (del que ha traducido e introducido varias obras), la sociología histórica, la teoría sociológica, los procesos de cambio social, la sociedad del riesgo y la sociología del tiempo.
En septiembre de 2010, fue nombrado por el Consejo de Ministros nuevo presidente del Centro de Investigaciones Sociológicas, en sustitución de la destituida Belén Barreiro.

## Obras (Selección)
- Cronos dividido: uso del tiempo y desigualdad entre mujeres y hombres en España, Madrid, Instituto de la Mujer, 1990.
- (comp.) Tiempo y Sociedad, Madrid, CIS, 1992.
- La sociología de Émile Durkheim: patología social, tiempo y religión, Madrid, CIS, 1999.
- (dir., con F. García Selgas) Globalización, riesgo y reflexividad. Tres temas de la teoría social contemporánea, Madrid, CIS, 1999.